# Famille Le Loup de La Biliais
La famille Le Lou ou Le Loup est une famille éteinte originaire de Bretagne. Elle se fait connaître au XVIe siècle dans le négoce international. Elle occupe ensuite les offices de maître des comptes et de maire de Nantes.

## Historique
Cette famille remonte sa filiation à Jean Le Lou, seigneur de la Haye et du Breil qui fut échevin de Nantes, mort en 1564.
C'est pendant les deux premiers tiers du XVIe siècle que la famille Le Lou fait fortune dans le « grand commerce international », essentiellement avec la Castille, échangeant les toiles produites dans l'Ouest de la France, contre les laines castillanes.
Michel Le Lou, receveur des fouages de l'évêché de Tréguier, achète en mai 1572 l'office de maître des comptes de Nantes, et fait évoluer la famille du commerce et des finances vers les charges juridiques. Il est maire de Nantes en 1573. Il laisse à sa mort une fortune de 200 000 livres.
En novembre 1586, son fils Yves Le Lou (1562-1637) lui succède comme maître des comptes. Il est désigné maire de Nantes pour l'année 1603, puis reconduit maire en 1604.
Claude Le Lou, seigneur de La Renaudière, en Saint-Donatien, est maintenu noble en Bretagne le 15 novembre 1668.
Le fils d'Yves, Michel Le Lou, devient à son tour maître des comptes en 1615, sur résignation de son père. C'est lui qui permet l'anoblissement de cette famille, étant de la troisième génération à occuper cette charge.
Henri Le Loup de La Biliais (1836-1907), maire de Machecoul et conseiller général du canton de Machecoul, est élu à plusieurs reprises député de la Loire-Inférieure à l'Assemblée nationale sous la Troisième République. Il siège avec les monarchistes.

## Personnalités
- Jean Le Lou (-1563), député aux États généraux de 1560 à Orléans.
- Pierre Le Lou de Beaulieu (1583-1625), procureur général et intendant de la reine mère pour les affaires de Bretagne
- Louis Le Loup de La Biliais (1696-1763), chef de la faction bretonne aux États de Bretagne
- Louis Antoine Le Loup de La Biliais (1733-1794), conseiller au parlement de Bretagne de 1758 à 1783. Mort guillotiné, il avait été arrêté le 29 novembre 1793, traduit devant la Commission militaire Lenoir le 16 janvier 1794 et condamné à mort pour avoir aidé des prêtres réfractaires.

### Les militaires
- Hubert Le Loup de Beaulieu (1740-1799), officier de marine

### Les politiques
- Michel Le Lou (1535-1590), seigneur du Breil et de La Haye-Fouassière, fut maire de Nantes en 1573.
- Yves Le Lou (1561-1731), seigneur du Breil, fut maire de Nantes de 1603 à 1604.
- Henri Le Loup de La Biliais (1836-1907), maire de Machecoul, conseiller général et député monarchiste de la Loire-Inférieure de 1876 à 1898.

## Alliances notables
Les parincipales alliances de la famille sont : de Pontual, de Mirande, d'Arande, de Rocas, de Troyes, Boylesve, Binet, d'Espinose, Hux, de Cornulier, de Morant, Gabard, de Saffré, de Saint-Aubin, Robineau de Rochequairie, Rousseau de Saint-Aignan, Jallier, Richerot, Symon, de Monti, Bertrand, Descartes, Le Paige, Guérin de La Grasserie, de Sesmaisons, Moricaud, Macé de La Barbelais, Biré de La Senaigerie, Le Bret, de La Ruë du Can, Cottineau, Libault, Bernard de La Turmelière, Graslin, de Vallois, de La Boëssière de Lennuic, Morisson de La Bassetière, d'Escrots d'Estrée, Lamour de Caslou, de Witasse, de Tardy de Rossy, de Blocquel de Croix de Wismes.

## Châteaux, seigneuries, terres
- Château de la Biliais à Saint-Étienne-de-Montluc
- Château de la Caraterie à Paulx
- Château de la Cassemichère à La Chapelle-Heulin
- Château de Saffré à Saffré
- Château de La Mercredière au Pallet
- Château de la Motte-Glain à La Chapelle-Glain
- Château de la Motte à Saint-Brice-en-Coglès
- Château du Rocher-Portail à Saint-Brice-en-Coglès

## Armoiries
| Image                                                 | Armoiries de la famille |
| ----------------------------------------------------- | --- |
| Blason Famille Le Loup · Blason Famille Le Loup alias | - De gueules à deux fasces d'argent, chargées de cinq étoiles de sable, 3, 2.[réf. nécessaire] - D'argent à deux fasces de gueules chargées de cinq étoiles d'or.[réf. nécessaire] |